# إسحاق ملفين
إسحاق ملفين (بالإنجليزية: Isaac Melvin)‏ هو مهندس معماري أمريكي، ولد في 1811 في كونكورد في الولايات المتحدة، وتوفي في 21 يناير 1853.